# Млечник голубой
Мле́чник голубо́й (лат. Lactarius indigo) — вид грибов рода Млечник (Lactarius) семейства Сыроежковые (Russulaceae). Съедобен, продаётся на рынках в Мексике и Гватемале. Произрастает в Северной и Центральной Америке, а также в Азии.

## Морфология
- Шляпка 5—15 см в диаметре, джинсово-синего цвета, зонистая, сначала выпуклая, затем становится вдавленной и даже воронковидной. В молодости край шляпки подвёрнут вниз. Поверхность молодых шляпок липкая.
- Пластинки приросшие или низбегающие, частые, джинсово-синего цвета, при повреждении зеленеющие, с возрастом светлеющие.
- Споровый порошок жёлтый, споры 7—9×5,5—7,5 мкм. Базидии четырёхспоровые, 37—45×8—10 мкм.
- Ножка высотой 2—6 см и 1—2,5 см в диаметре, цилиндрическая, толстая, одного цвета с шляпкой, иногда с серебристо-серым оттенком, в молодости липкая.
- Мякоть светлая или синеватая, медленно зеленеющая на воздухе. Млечный сок джинсово-синий, также зеленеющий, едкий. Запах отсутствует.

### Lactarius indigovar.diminutivus
Более мелкая разновидность млечника голубого. Диаметр шляпки не превышает 3—7 см. Ножка 1,5—4 см высотой и 0,3—1 см толщиной. Часто встречается в Виргинии.

## Экология

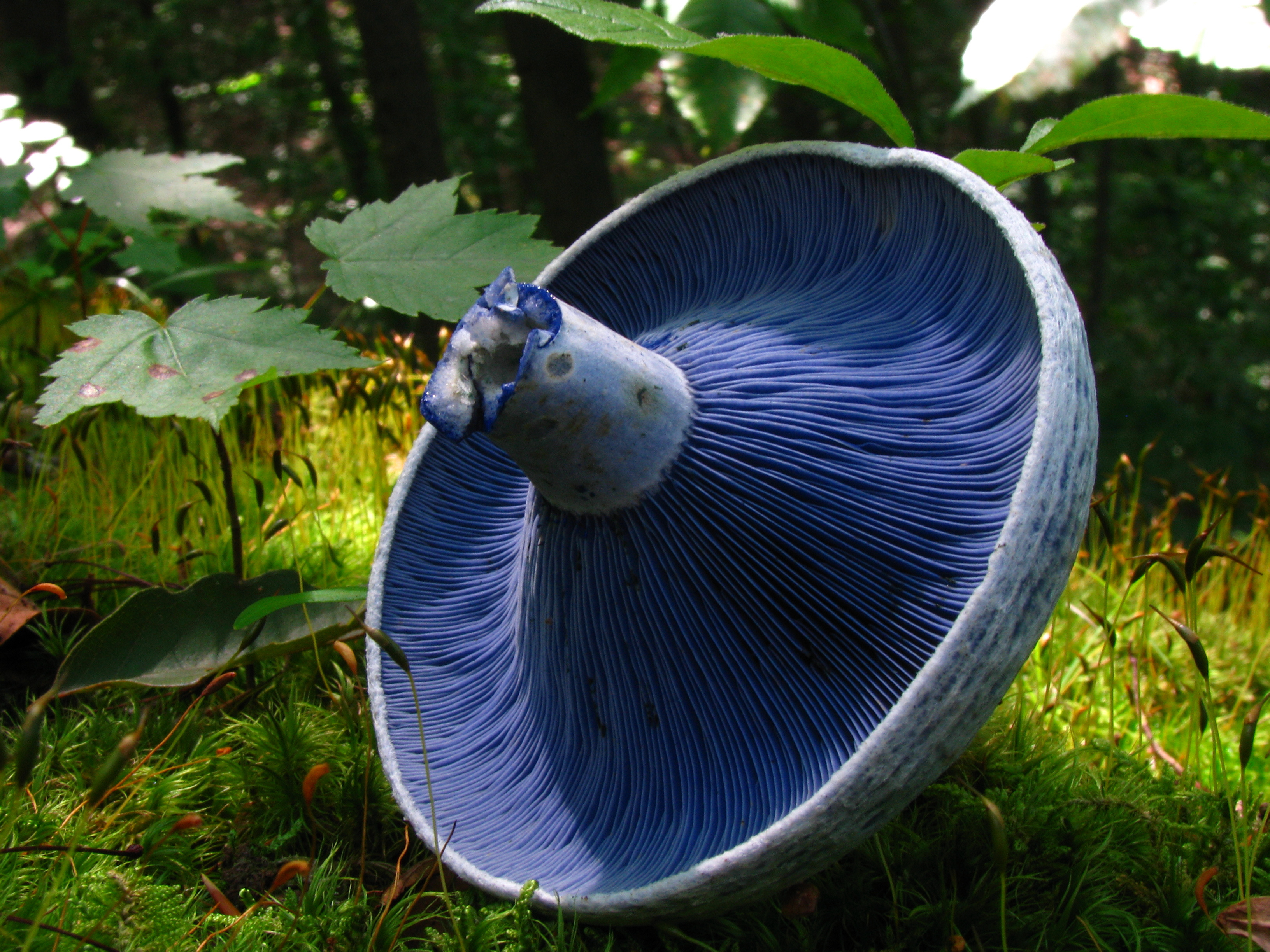
Пластинки млечника голубого

Образует микоризу как с вечнозелёными, так и с листопадными деревьями.

## Сходные виды
- Lactarius paradoxus — млечный сок также синий, пластинки красно-коричневые или фиолетово-коричневые.
- Lactarius chelidonium — шляпка желтоватая или синевато-серая, млечный сок жёлтый или коричневый.
- Lactarius quieticolor — мякоть шляпки синяя, мякоть ножки оранжевая или красно-оранжевая.
- Некоторые виды рода Млечник, произрастающие в Малайзии, в том числе Lactarius cyanescens, Lactarius lazulinus и Lactarius mirabilis.